# Žarko Broz
Žarko Broz (Veliko Trojstvo, 2. veljače 1924. – Beograd, 26. lipnja 1995.) bio je sovjetski časnik i sin Josipa Broza Tita, doživotnog predsjednika SFRJ.

## Životopis
Žarko Broz rođen je 2. veljače 1924. godine i četvrto je dijete Josipa Broza i njegove prve žene, sovjetske građanke Pelagije Bjelousove. Žarkov najstariji brat umro je dva dana nakon rođenja ne dobivši ime, a još jedan brat, Hinko i sestra Zlatica, također su rano umrli. Djetinjstvo je proveo u Moskvi. Nakon izbijanja Velikog domovinskog rata prijavio se u Crvenu armiju u dobi od 17 godina. Tamo je napredovao do časničkog čina, te se istaknuo u borbi, dobivši dva odlikovanja, a u bitkama za Moskvu izgubio je ruku.
Godine 1944. došao je u Jugoslaviju. Ženio se tri puta. Godine 1947. oženio se Ruskinom Tamarom Veger, s kojom je dobio dvoje djece - Josipa Jošku Broza (rođen 1947. godine), današnjeg srpskog političara i kćer Zlaticu (rođenu 1948. godine).
U drugom braku s Terezom Kujundžić dobio je sina Edvarda (rođenog 1951. godine), a u trećem braku sa Zlatom Jelinek dobio je kćer Svetlanu (rođenu 1955. godine).
Umro je 26. lipnja 1995. godine u Beogradu.